# Бехтерєва Наталія Петрівна
Наталія Бехтерєва (рос. Наталья Петровна Бехтерева; 7 липня 1924, Ленінград, СРСР — 22 червня 2008, Гамбург, Німеччина) — російський нейрофізіолог, доктор наук медицини з 1959 р., кандидат біологічних наук з 1951 р., професор. Онука В. М. Бехтерєва.

## Біографія
- Є представницею древнього вятського роду Бехтерєвих. Дід — В. М. Бехтерєв. Батько — інженер і винахідник Петро Бехтерєв (репресований у 1938 р. як «ворог народу»). Мати — лікар Зінаїда Василівна Бехтерєва репресована і відправлена до табору. Сиротами залишилися троє дітей — Наталя, брат Андрій і молодша сестра. Наталя з братом потрапили в дитячий будинок з тавром «діти ворога народу», молодшу забрали родичі. У другу світову війну Н. П. Бехтерєва жила в блокадному Ленінграді.
- У 1947 р. закінчила 1-й Ленінградський медичний інститут ім. І. П. Павлова. Аспірантка — в Інституті фізіології ЦНС АМН СРСР.
- У 1950–1954 рр. працювала молодшим науковим співробітником в Інституті експериментальної медицини АМН СРСР.
- У 1954-1962 рр. — у нейрохірургічному інституті ім. А. Л. Полєнова МОЗ СРСР (пройшовши шлях від старшого наукового співробітника до керівника лабораторії та заступника директора).
- З 1962 р. — в Інституті експериментальної медицини АМН СРСР (завідувачка відділу нейрофізіології людини, потім заступник директора з наукової роботи, в.о. директора, з 1970 р. по 1990 р. — директорка).
- З 1970 р. — член-кореспондент АН СРСР.
- З 1975 р. — академік АМН СРСР (згодом РАМН).
- З 1981 р. — академік АН СРСР.
- З 1990 р. — науковий керівник Центру «Мозок» Академії наук СРСР[6].
- З 1992 р. — керівник наукової групи нейрофізіології мислення, творчості і свідомості в «Інституті мозку людини» РАН (Санкт-Петербург).
- Уранці 22 червня 2008 р. в Гамбурзі в лікарні Святого Георга у віці 83 років після тривалої хвороби померла. Похована на цвинтарі в Комарово (селище міського типу в Курортному районі Санкт-Петербурга).

Була обрана віце-президентом Міжнародного союзу фізіологічних наук (1974—1980), віце-президентом Міжнародної організації з психофізіології (1982—1994).
Працювала головним редактором журналу «Фізіологія людини» РАН (1975—1987); міжнародного журналу «International Journal of Psychophysiology» (1984—1994).
Депутат Верховної Ради СРСР 8 скликання. Народний депутат СРСР.
Її син — Святослав Всеволодович Медведєв, директор Інституту мозку людини РАН (з 1990 року), доктор біологічних наук, професор, член-кореспондент РАН.

## Основні наукові досягнення
Праці з дослідження принципів діяльності головного мозку людини в нормі і патології, особливо фізіологічних основ психічної діяльності. Вперше в СРСР застосувала спосіб довгострокового імплантації електродів у мозок людини з діагностичною і лікувальною метою. Отримала повне підтвердження теорії Бехтерєва про мозкову організацію розумової діяльності людини з системою жорстких і гнучких ланок.
Відкриттям визнано виявлену Бехтерєвою властивість нейронів підкіркових утворень головного мозку людини реагуючих на смисловий зміст мови, що бере участь як ланки систем забезпечення розумової діяльності.
Під її керівництвом створено нову гілку неврології та нейрохірургії — «стереотаксична неврологія» з розробкою новітніх технологій комп'ютерного стереотаксиса. Є автором близько 400 наукових робіт (в тому числі 18 монографій), багатьох розділів у вітчизняних та іноземних керівництві по фізіології. Створила наукову школу, яка налічує велику кількість вчених і лікарів.
У ЗМІ (Российская газета) піддавалася критиці, начебто за толерантне ставлення до містики і некоректно поставлені експерименти з перевірки екстрасенсорних здібностей, в тому числі зі сторони «Комісії по боротьбі з лженаукою» РАН. У відповіді Н. П. Бехтерєвої вказано, що інтерв'ю Е. П. Круглякова містить «прямое оскорбление», у ньому допущені «передергивание, и прямая ложь».

### Нагороди та звання
- Орден «Користь, Честь і Слава» (2007) Президія Загальноросійського громадського руху «Парламент Народів Росії».
- Орден «Серце Данко»(2006) — за особистий внесок у розвиток світової науки, Міжнародний Центр Духовного Єднання, Санкт-Петербург
- Лауреат премії імені Людвіга Нобеля (2006).
- Орден «За заслуги перед Вітчизною» III ступеня (14 липня 2004) — за заслуги в науково-медичної діяльності та багаторічну сумлінну працю[13].
- Лауреат Міжнародної премії Фонду Святого Всехвального апостола Андрія Первозванного з врученням знаків Премії: «Державний Орел» і «Орденська Зірка» (2003).
- Лауреат вищої нагороди Міжнародного міжакадемічного союзу «Зірка Вернадського» першого ступеня (2003).
- Орден «За заслуги перед Вітчизною» IV ступеня (4 червня 1999) — за великий внесок у розвиток вітчизняної науки, підготовку висококваліфікованих кадрів та у зв'язку з 275-річчям Російської академії наук[14].
- Орден Дружби народів (11 квітня 1994) — за великий особистий внесок у розвиток медичної науки і підготовку висококваліфікованих фахівців для вітчизняної охорони здоров'я[15].
- Орден Леніна (1984)
- Орден Трудового Червоного Прапора (1975)
- Орден «Знак Пошани» (1967)
- Золота медаль ВДНГ СРСР (1967, 1974)
- Срібна медаль ВДНГ СРСР (1976)
- Медаль Ханса Бергера (Німеччина)
- Медаль Негрі (Італія)
- Нагорода імені Мак-Каллох (США)
- Золота медаль імені В. М. Бехтерєва — за цикл робіт з досліджень нейрофізіологічних основ вищих психічних функцій головного мозку людини.
- Державна премія СРСР (1985) — за праці з фізіології психічної діяльності, структурно-функціональної організації і біоелектричної активності головного мозку в патології.
- Почесний член Угорського товариства електрофізіологів з 1968 р.
- Почесний член Чехословацьких нейрофізіологічного та нейрохірургічного товариств ім. Пуркіньє з 1989 р.
- Лауреат премії ім. В. Висоцького «Своя колія» (2003)
- Іноземний член Академії наук Австрії з 1974 р.
- Іноземний член Академії наук Фінляндії c 1990
- Іноземний член Американської Академії медицини і психіатрії з 1993 р.
- Дійсний член Міжнародної Академії наук Екології, Безпеки людини і природи з 1997 р.
- Член Ради Директорів Міжнародної організації з психофізіології з 1998 р.
- Почесний доктор СПбГУП (2006)
- Почесне звання «Людина року» (2004) (з врученням Ордена «В ім'я Росії» і занесенням імені в «Книгу Пошани та Честі Росії» «Літопис славних імен і діянь в ім'я Росії»)
- Почесний громадянин Санкт-Петербурга (травень 2008)[16].
- На її честь названа мала планета номер 6074 Сонячної системи[17].

### Праці
- «Биопотенциалы больших полушарий головного мозга при супратенториальных опухолях», Медгиз, 1960. 188 с.; 2-е издание — New York, 1962. (рос.)
- «Болезнь Рейно (клиника, нейропатофизиологические механизмы)», Медгиз, 1965. 189 с. (совместно с Зонтовым В. В., Бондарчук А. В.) (рос.)
- «Физиология и патофизиология глубоких структур мозга человека», М.-Л., Медицина, 1967. 259 с.; 2-е издание — Der Verlag «Volk und Gesundheit», Berlin, DDR, 1969. (совместно с Бондарчук А. Н., Смирновым В. М., Трохачевым А. И.)
- «Нейрофизиологические аспекты психической деятельности человека», М.-Л., Медицина, 1971. 120 с. (рос.)
- «Нейрофизиологические аспекты психической деятельности человека», 2-е издание, переработанное и дополненное, Л., Медицина, 1974. 151 с. Переведено на англ.язык и издано Oxford Univ. Press (USA), 1978.
- «Мозговые коды психической деятельности», Л., Наука, 1977. 166 с. (совместно с Бундзеном П. В., Гоголицыным Ю. Л.) (рос.)
- «Устойчивое патологическое состояние при болезнях мозга», Л., Медицина, 1978. 240 с. (совместно с Камбаровой Д. К., Поздеевым В. К.) (рос.)
- «Здоровый и больной мозг человека», Л., Наука, 1980. 208 с.; переведена на исп.язык: El cerebro humano sano y enfermo. Buenos Aires-Barcelona-Mexico, Editorial Paidos, 1984. 235 p.
- «Нейрофизиологические механизмы мышления», Л., Наука, 1985. 272 с. (совместно с Гоголицыным Ю. Л., Кропотовым Ю. Д., Медведевым С. В.) (рос.)
- «Здоровый и больной мозг человека», 2-е издание, переработанное и дополненное. Л., Наука, 1988. 262 с.
- «Per aspera», Л., Наука, 1990. 145 с. (рос.)
- «Электрическая стимуляция мозга и нервов у человека» (отв. редактор Н. П. Бехтерева), Л., Наука, 1990. 263 с.
- «О мозге человека», СПб, изд. НотаБене, 1994, 248 с. (рос.)
- «О мозге человека (XX век и его последняя декада в науке о мозге человека)», (On the Human Brain. XX century and its last decade in Human Brain Science). СПб, 1997, изд. Нотабене. 67 с.
- «Магия мозга и лабиринты жизни», СПб, изд. Нотабене, 1999. 299 с. (рос.)
- «Магия Творчества и психофизиология (Факты, соображения, гипотезы)», (The Magic of Creativity and Psychophysiology. Considerations, thoughts, hypotheses), СПб, 2006. 79 c.
- «Магия мозга и лабиринты жизни», 2-е изд., переработанное и дополненное. Act ; Сова, М.- СПб.: 2007. 349 с. (рос.)
- «Лечебная электрическая стимуляция мозга и нервов человека», Под общей редакцией академика Н. П. Бехтеревой. Act ; Сова, М.- СПб.: 2008. — 464 c. (рос.)
- «The Usefulness of Psychophysiology in Intellectual Life», Honorary Lecture. 14th World Congress of Psychophysiology. The Olympics the Brain. September 8-13, 2008, St.Petersburg, Russia. 24 p. (последняя лекция).
- Бехтерева Н. Н., «Живой Мозг Человека, и как его исследуют (лекция)». (рос.)

## Документальні фільми з її участю
- «Зов бездны» (рос.)
- «Штурм сознания» (рос.)